# Daniel Heinsius
Daniel Heins eller Heinsius, född den 9 juni 1580 i Gent, död den 25 februari 1655 i Haag, var en nederländsk filolog och skald. Han var far till Nicolaas Heinsius den äldre.
Heinsius blev 1605 professor i statskunskap och grekiska språket samt 1613 även professor i historia vid Leidens universitet, där han mycket söktes av svenska studenter. Gustav II Adolf utnämnde honom (1618) till rikshistoriograf och förlänade honom 1619 hovrådsvärdighet. I striden mellan gomarister och arminianer var Heinsius en av de förras mest nitiska kämpar. Han gjorde sig känd genom sina upplagor av romerska och grekiska författare (Horatius, Terentius, Vergilius, Livius, Ovidius, Aristoteles, Clemens Alexandrinus med flera), vann stort skalderykte genom sina Elegiae et sylvae (1603) och skrev även grekiska dikter. Hans Nederduytsche poëmata (1616) utövade stort inflytande på Opitz och hans skola. Heinsius samlade poetiska arbeten utkom 1640 under titeln Poëmata auctiora. Heinsius var gift med Jan Rutgersius syster Ermgard.